# Stade TELUS-Université Laval
Pour les articles homonymes, voir Telus (homonymie).
Le Stade TELUS-Université Laval est un stade multifonctionnel situé à Québec sur le campus principal de l'Université Laval. Il est le domicile du club de football canadien du Rouge et Or de l'Université Laval.

## Installations

### Stade extérieur
Un stade d'athlétisme a été inauguré en 1974. Le stade a accueilli la nouvelle équipe de football du Rouge et Or en 1995, ainsi que l'équipe de soccer féminin. 
Le 9 septembre 1984, une célébration eucharistique a lieu, sur les terrains, avec le pape Jean-Paul II dans la première visite d'un pape au Canada.
Réaménagé, le stade compte maintenant 12 750 places assises avec un total de 18 000 personnes. Cependant, il est fréquemment comble lors des parties de football universitaire établissant un record canadien avec 19 381 spectateurs le 20 octobre 2019. Le stade extérieur du PEPS est principalement utilisé pour les parties de football canadien, de football, de rugby et d'athlétisme de l'équipe du Rouge et Or. Le stade est composé d'une surface synthétique ainsi que d'une piste d'athlétisme de 400 mètres.
Une nouvelle surface synthétique est installée à l'été 2009. Elle doit être remplacée à l'été 2023. La piste d'athlétisme doit aussi être reconstruite pour une inauguration prévue au printemps 2024.

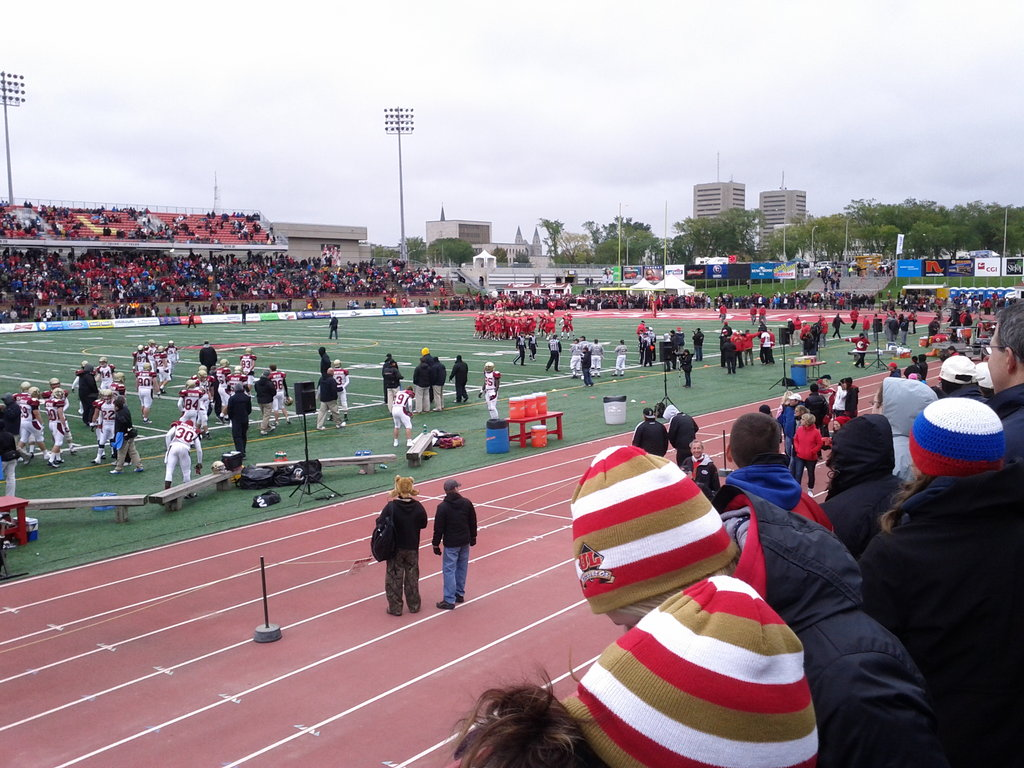
Le stade extérieur lors d'un match de football
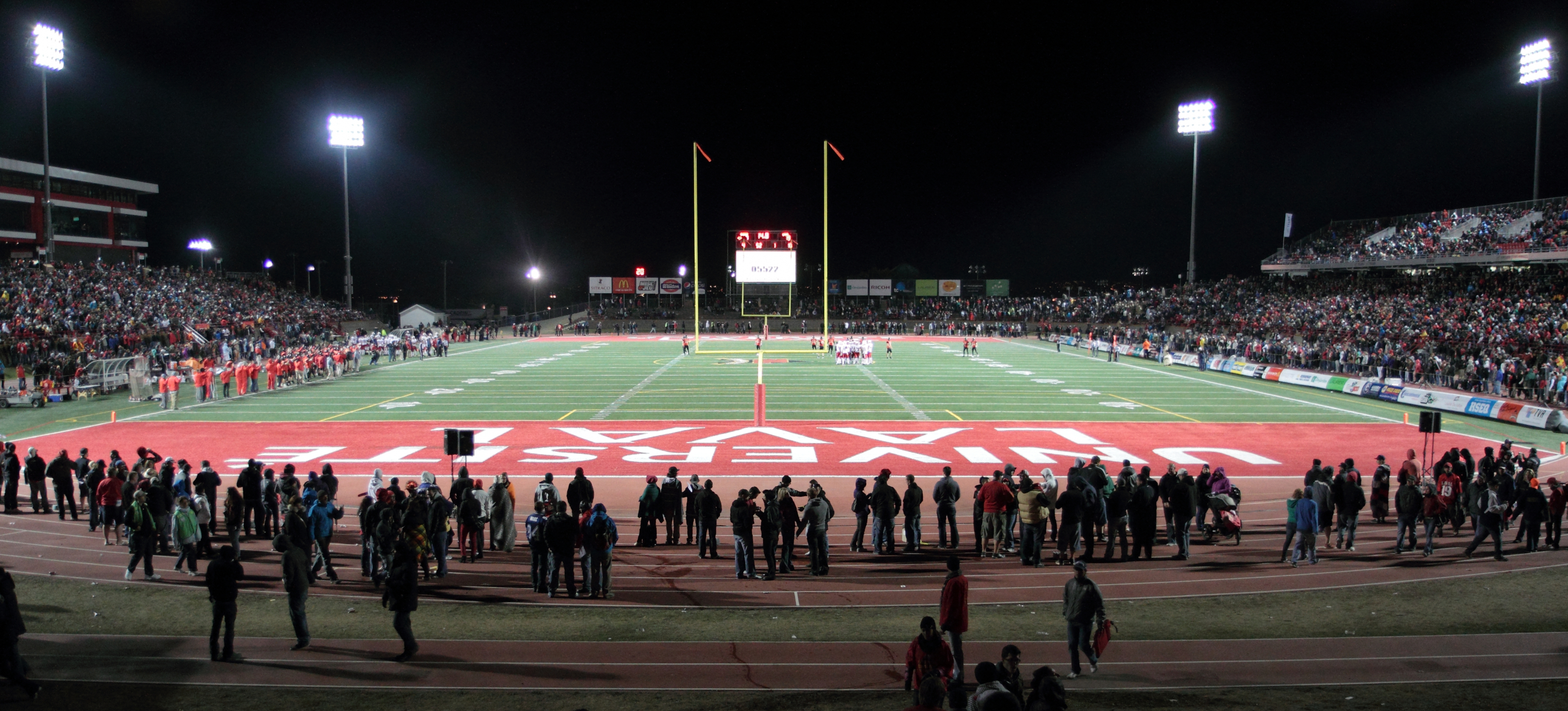
Le soir, lors d'un match de football
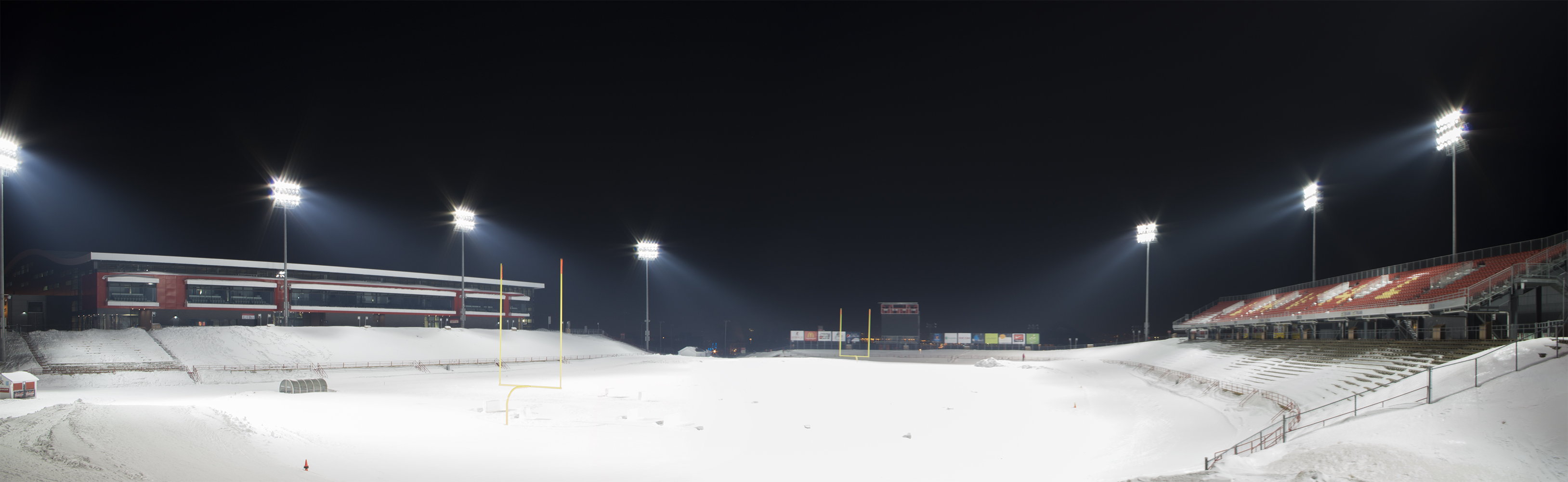
Le stade en hiver

#### Football

##### Assistances aux parties de football
Cinq meilleures foules de l'histoire du Rouge et Or Football
- 20 octobre 2019 - contre Carabins de Montréal - 19 381 spectateurs
- 11 septembre 2005 - contre Redmens de McGill - 19 200 spectateurs
- 02 septembre 2002 - contre Stingers de Concordia - 19 126 spectateurs
- 23 novembre 2013 - contre Dinos de Calgary (Coupe Vanier) - 18 543 spectateurs
- 21 octobre 2017 - contre Carabins de Montréal - 18 383 spectateurs
- 07 septembre 2024 - contre Carabins de Montréal - 20 903 spectateurs

| Année | Assistance | Moyenne |
| ----- | ---------- | ------- |
| 1995  | 18 500     | 3 700   |
| 1996* | 16 500     | 3 300   |
| 1997  | 14 280     | 3 570   |
| 1998  | 20 696     | 5 174   |
| 1999  | 46 030     | 7 672   |
| 2000  | 60 689     | 10 115  |
| 2001  | 80 517     | 13 419  |
| 2002* | 82 703     | 13 784  |
| 2003  | 83 710     | 13 952  |
| 2004  | 95 336     | 15 889  |
| 2005  | 90 788     | 15 131  |
| 2006* | 100 316    | 12 540  |
| 2007* | 93 096     | 13 299  |
| 2008* | 98 663     | 12 083  |
| 2009* | 91 353     | 13 050  |
| 2010* | 119 695    | 13 299  |
| 2011* | 101 450    | 12 681  |
| 2012* | 104 939    | 13 117  |
| 2013* | 107 726    | 13 466  |
| 2014* | 93 110     | 13 301  |
| 2015* | 82 192     | 11 742  |
| 2016* | 75 232     | 10 747  |
| 2017* | 80 832     | 11 547  |
| 2018* | 91 925     | 10 214  |
| 2019  | 77 449     | 11 064  |
| Total | 1 925 727  | 11 114  |

- Parties hors-concours incluse

##### Matchs de coupes de la finale régionale du Québec et des demi-finales canadiennes
Le Rouge et Or a participé à plusieurs finales depuis 1999 au Stade du PEPS, maintenant le Stade TELUS-Université Laval
| Date             | Résultat | Équipe gagnante                      | Équipe Perdante                              | Édition | Coupe           |
| ---------------- | -------- | ------------------------------------ | -------------------------------------------- | ------- | --------------- |
| 13 novembre 1999 | 38-6     | Rouge et Or de l'Université Laval    | Gee-Gees de l'Université d'Ottawa            | 20e     | Coupe Dunsmore  |
| 20 novembre 1999 | 22-21    | Rouge et Or                          | Huskies de l'Université de la Saskatchewan   | 43e     | Coupe Churchill |
| 11 novembre 2000 | 26-9     | Gee-Gees de l'Université d'Ottawa    | Rouge et Or                                  | 21e     | Coupe Dunsmore  |
| 10 novembre 2001 | 42-14    | Rouge et Or                          | Redmens de l'Université McGill               | 22e     | Coupe Dunsmore  |
| 09 novembre 2003 | 59-07    | Rouge et Or                          | Stingers de l'Université Concordia           | 24e     | Coupe Dunsmore  |
| 20 novembre 2004 | 30-11    | Rouge et Or                          | Golden Hawks de l'Université Wilfrid-Laurier | 2e      | Coupe Uteck     |
| 24 novembre 2005 | 19-13    | Rouge et Or                          | Carabins de l'Université de Montréal         | 26e     | Coupe Dunsmore  |
| 11 novembre 2006 | 28-12    | Rouge et Or                          | Stingers de l'Université Concordia           | 27e     | Coupe Dunsmore  |
| 18 novembre 2006 | 57-10    | Rouge et Or                          | Axemen de l'Université Acadia                | 4e      | Coupe Uteck     |
| 10 novembre 2007 | 35-10    | Rouge et Or                          | Stingers de l'Université Concordia           | 28e     | Coupe Dunsmore  |
| 08 novembre 2008 | 27-17    | Rouge et Or                          | Stingers de l'Université Concordia           | 29e     | Coupe Dunsmore  |
| 16 novembre 2008 | 59-10    | Rouge et Or                          | Dinos de l'Université de Calgary             | 6e      | Coupe Uteck     |
| 14 novembre 2009 | 31-7     | Rouge et Or                          | Carabins de l'Université de Montréal         | 30e     | Coupe Dunsmore  |
| 13 novembre 2010 | 22-17    | Rouge et Or                          | Vert & Or de l'Université de Sherbrooke      | 31e     | Coupe Dunsmore  |
| 20 novembre 2010 | 13-11    | Rouge et Or                          | Mustangs de l'Université Western Ontario     | 8e      | Coupe Uteck     |
| 12 novembre 2011 | 30-7     | Rouge et Or                          | Carabins de l'Université de Montréal         | 32e     | Coupe Dunsmore  |
| 10 novembre 2012 | 40-7     | Rouge et Or                          | Vert & Or de l'Université de Sherbrooke      | 33e     | Coupe Dunsmore  |
| 17 novembre 2012 | 42-7     | Rouge et Or                          | Axemen de l'Université Acadia                | 10e     | Coupe Uteck     |
| 09 novembre 2013 | 14-11    | Rouge et Or                          | Carabins de l'Université de Montréal         | 34e     | Coupe Dunsmore  |
| 15 novembre 2014 | 12-9     | Carabins de l'Université de Montréal | Rouge et Or                                  | 35e     | Coupe Dunsmore  |
| 14 novembre 2015 | 18-16    | Carabins de l'Université de Montréal | Rouge et Or                                  | 36e     | Coupe Dunsmore  |
| 19 novembre 2016 | 36-6     | Rouge et Or                          | Golden Hawks de l'Université Wilfrid-Laurier | 14e     | Coupe Uteck     |
| 11 novembre 2017 | 25-22    | Rouge et Or                          | Carabins de l'Université de Montréal         | 38e     | Coupe Dunsmore  |
| 10 novembre 2018 | 14-1     | Rouge et Or                          | Carabins de l'Université de Montréal         | 39e     | Coupe Dunsmore  |
| 17 novembre 2018 | 63-0     | Rouge et Or                          | Axeman de l'Université Acadia                | 16e     | Coupe Uteck     |
| 09 novembre 2019 | 25-10    | Carabins de l'Université de Montréal | Rouge et Or                                  | 40e     | Coupe Dunsmore  |

##### Matchs de la Coupe Vanier
La Coupe Vanier est le championnat de football canadien U Sports ainsi que le nom du trophée accordé au vainqueur. Celui-ci est disputé entre les gagnants de la Coupe Uteck et de la Coupe Mitchell. 7 présentations ont lieu à Québec. Québec fut la première ville à l'est de Toronto et au Québec à accueillir cette partie.
| Date             | Résultat | Équipe gagnante                                         | Équipe Perdante                            | Édition | Ligue    |
| ---------------- | -------- | ------------------------------------------------------- | ------------------------------------------ | ------- | -------- |
| 28 novembre 2009 | 33-31    | Gaels de l'Université Queen's                           | Dinos de l'Université de Calgary           | 45e     | SIC      |
| 27 novembre 2010 | 29-2     | Rouge et Or de l'Université Laval                       | Dinos de l'Université de Calgary           | 46e     | SIC      |
| 23 novembre 2013 | 25-14    | Rouge et Or de l'Université Laval                       | Dinos de l'Université de Calgary           | 49e     | SIC      |
| 28 novembre 2015 | 26-23    | Thunderbirds de l'Université de la Colombie-Britannique | Carabins de l'Université de Montréal       | 51e     | SIC      |
| 24 novembre 2018 | 34-20    | Rouge et Or de l'Université Laval                       | Mustangs de l'Université Western Ontario   | 54e     | U Sports |
| 23 novembre 2019 | 27-13    | Dinos de l'Université Calgary                           | Carabins de l'Université de Montréal       | 55e     | U Sports |
| 04 décembre 2021 | 27-21    | Mustangs de l'Université Western Ontario                | Huskies de l'Université de la Saskatchewan | 56e     | U Sports |

#### Soccer
L'équipe de soccer, Le Manic de Montréal est venu offrir une pratique ainsi qu'une partie contre une sélection de joueurs de la région de Québec, le 10 juin 1981 sur le terrain du Stade central.

### Stade intérieur
Le stade intérieur, aussi nommé Centre régional de soccer et de football intérieur (CSF), est un édifice abritant un terrain de football à revêtement synthétique d'une dimension de 60 × 100 mètres. L'armature du toit du stade est composée de 13 arches en bois à inertie variable liées avec les poutres de redressement par des éléments d'acier. L'endroit peut aussi accueillir certaines pratiques de football.
Les travaux sont entamés durant l'été 2010 et le stade a été inauguré le 17 janvier 2012. Son coût de construction s'est élevé 25 M$. Le bâtiment est une des constituantes du Super PEPS.

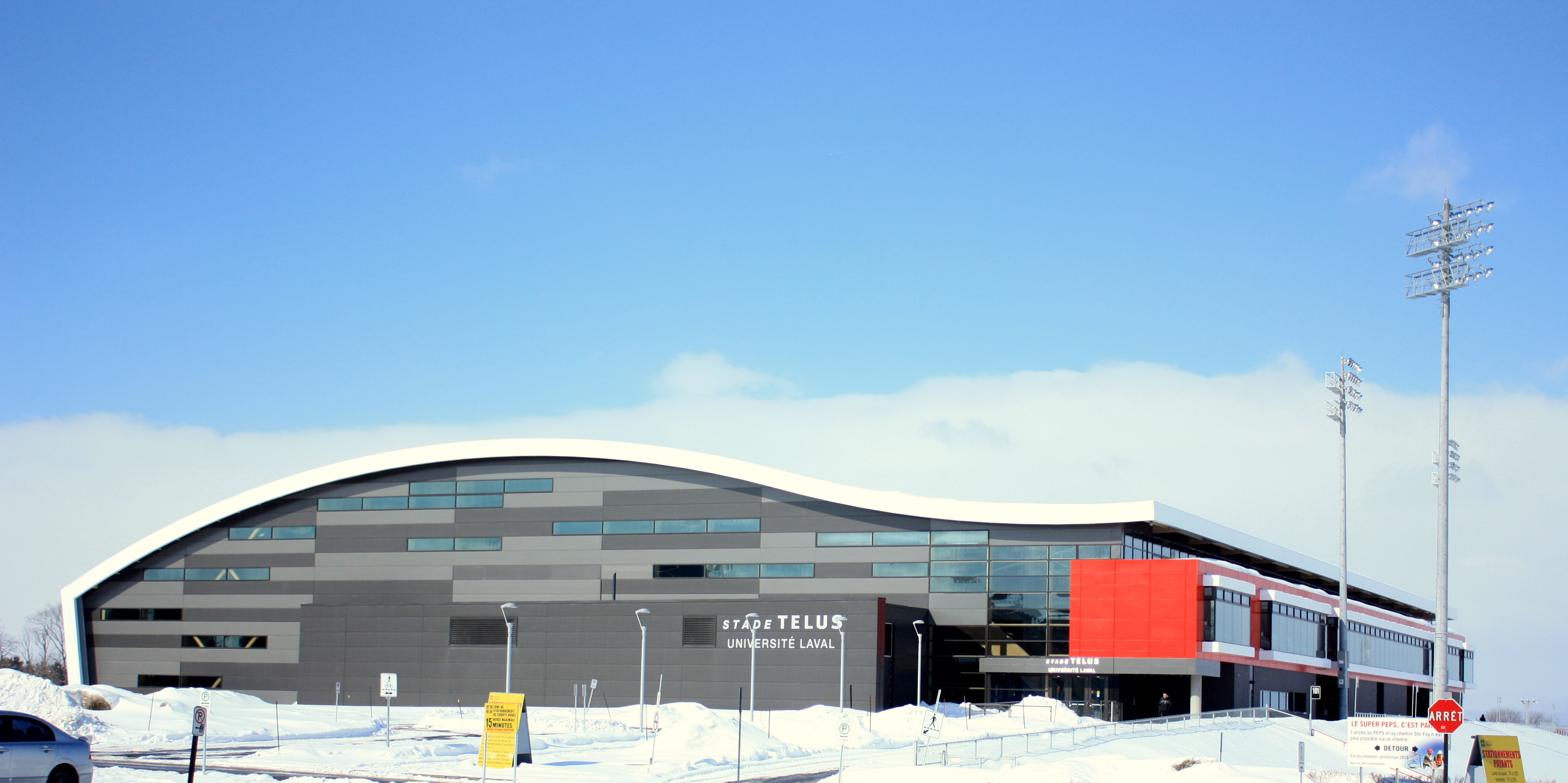
Façade du stade intérieur
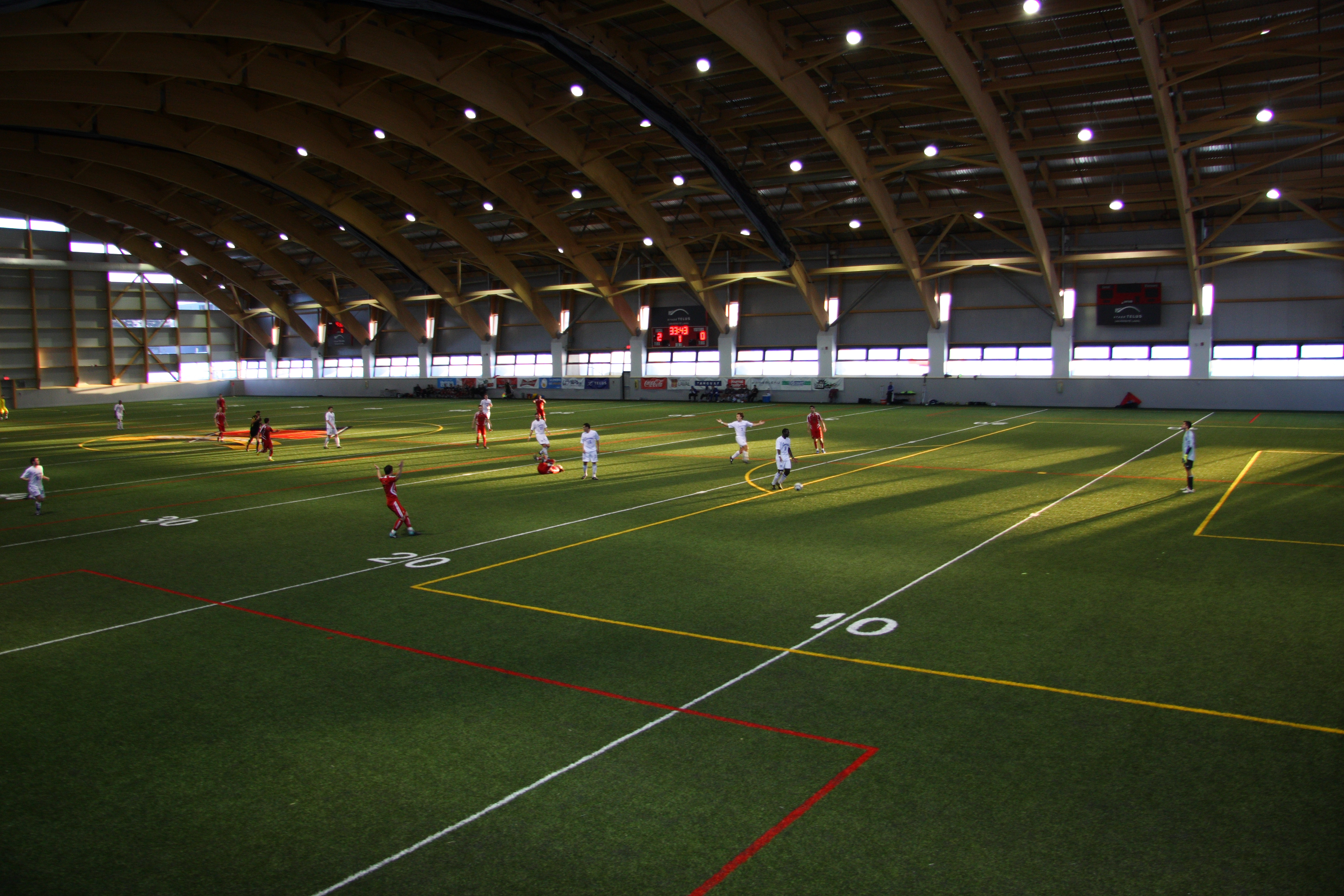
Dans le stade intérieur...
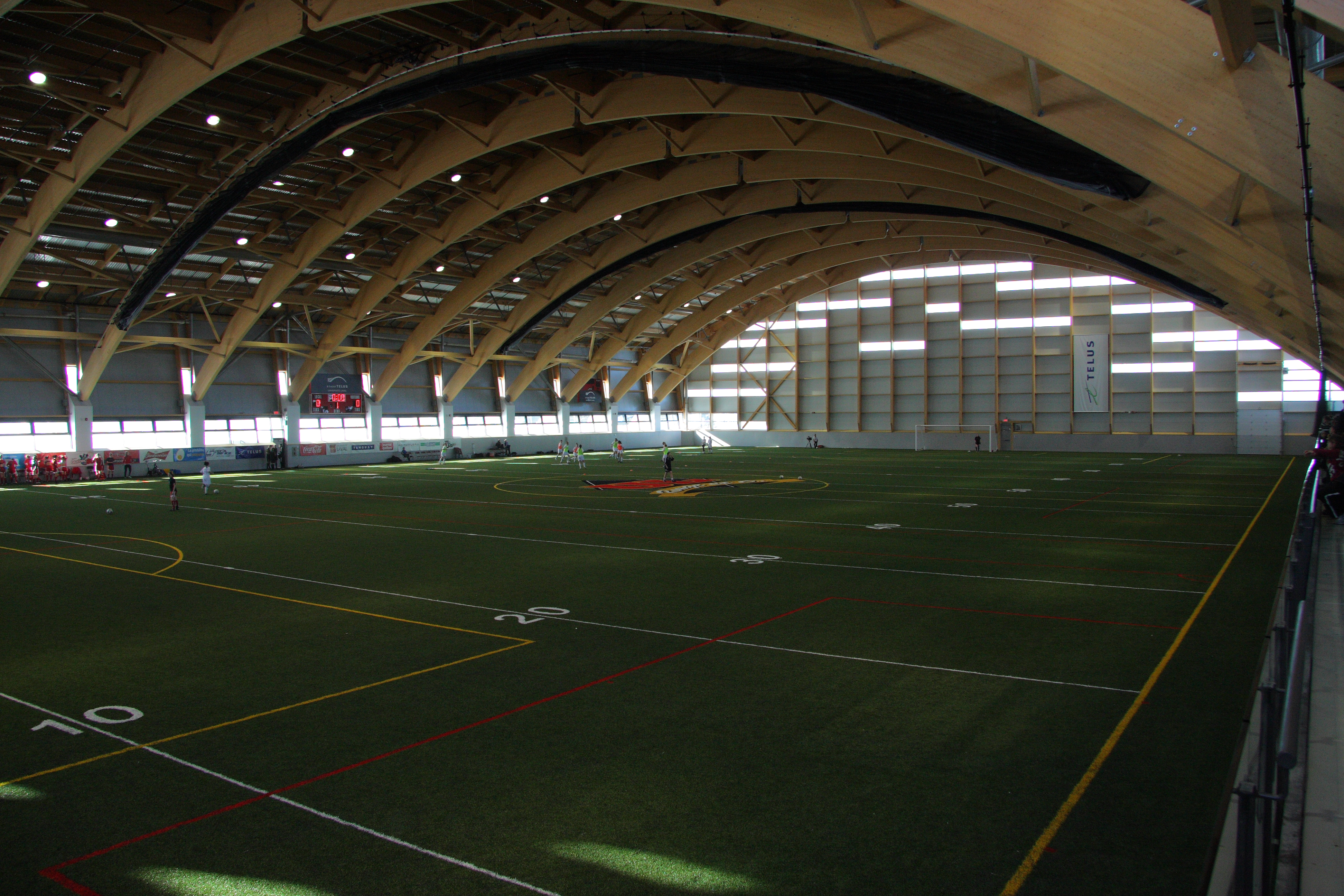
...lors d'un match contre les Carabins
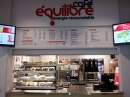
La concession alimentaire intérieure

## Art public
Une sculpture d'Yves Gendreau — Élans, vertiges et victoires — est installée devant le stade intérieur.

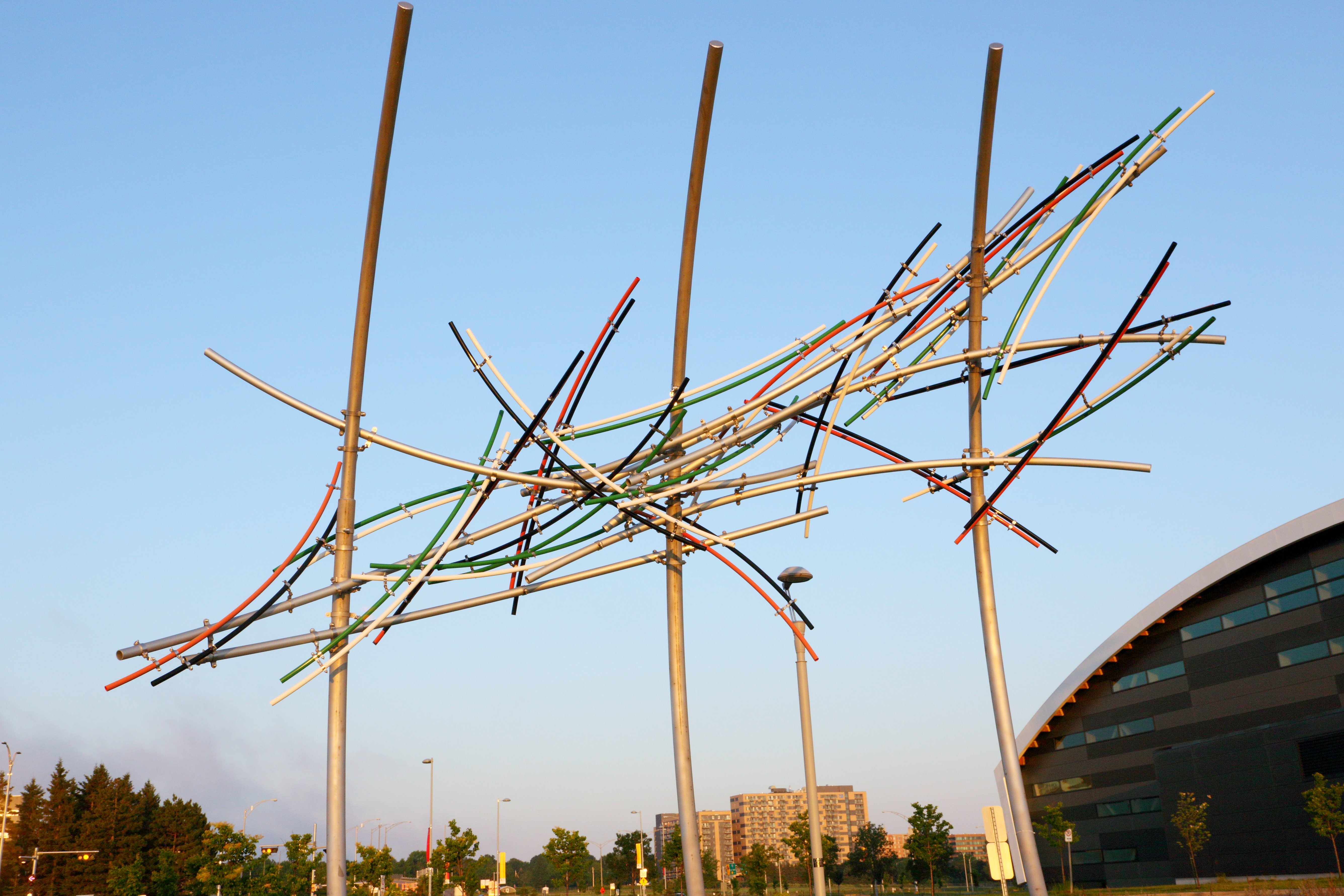
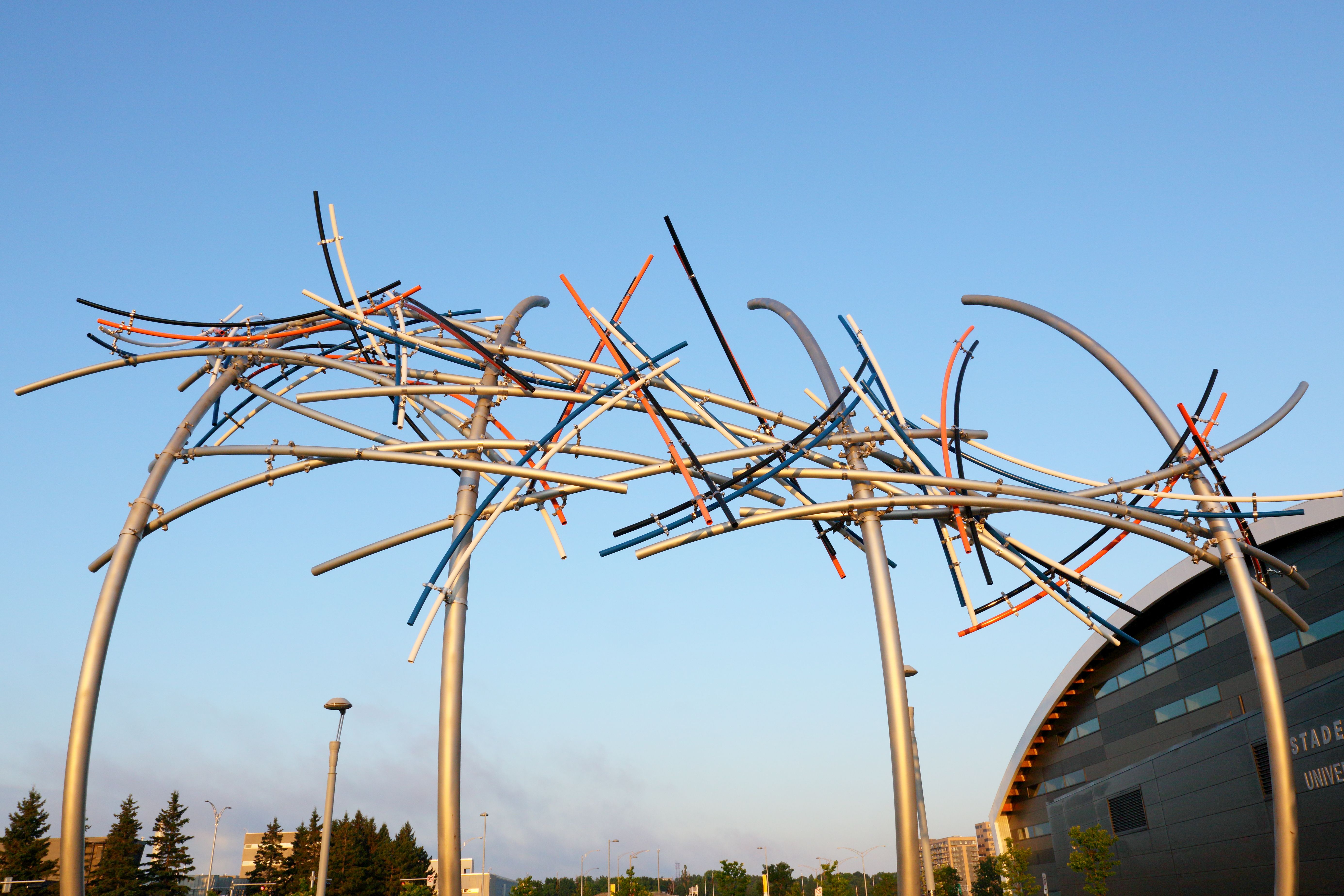
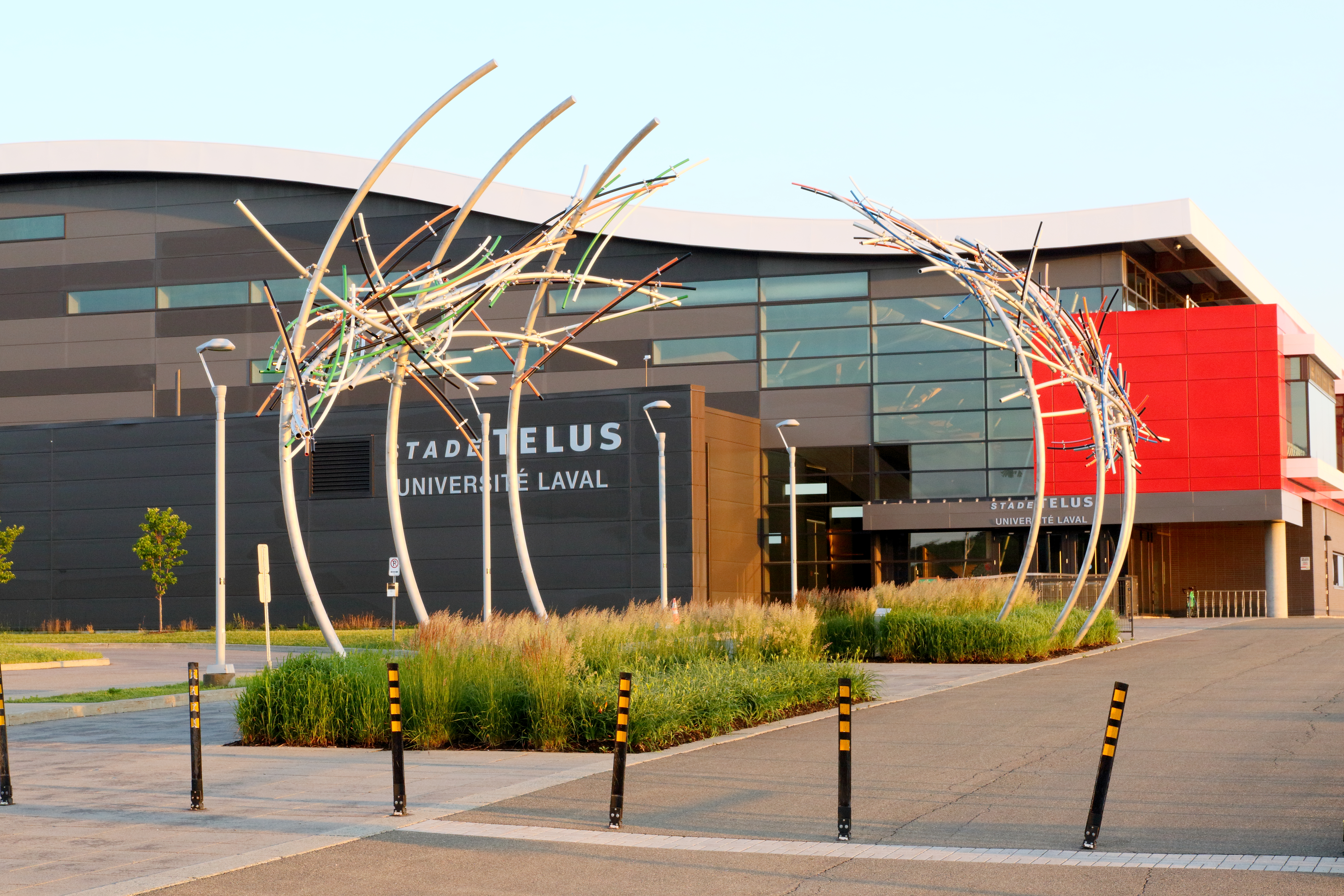
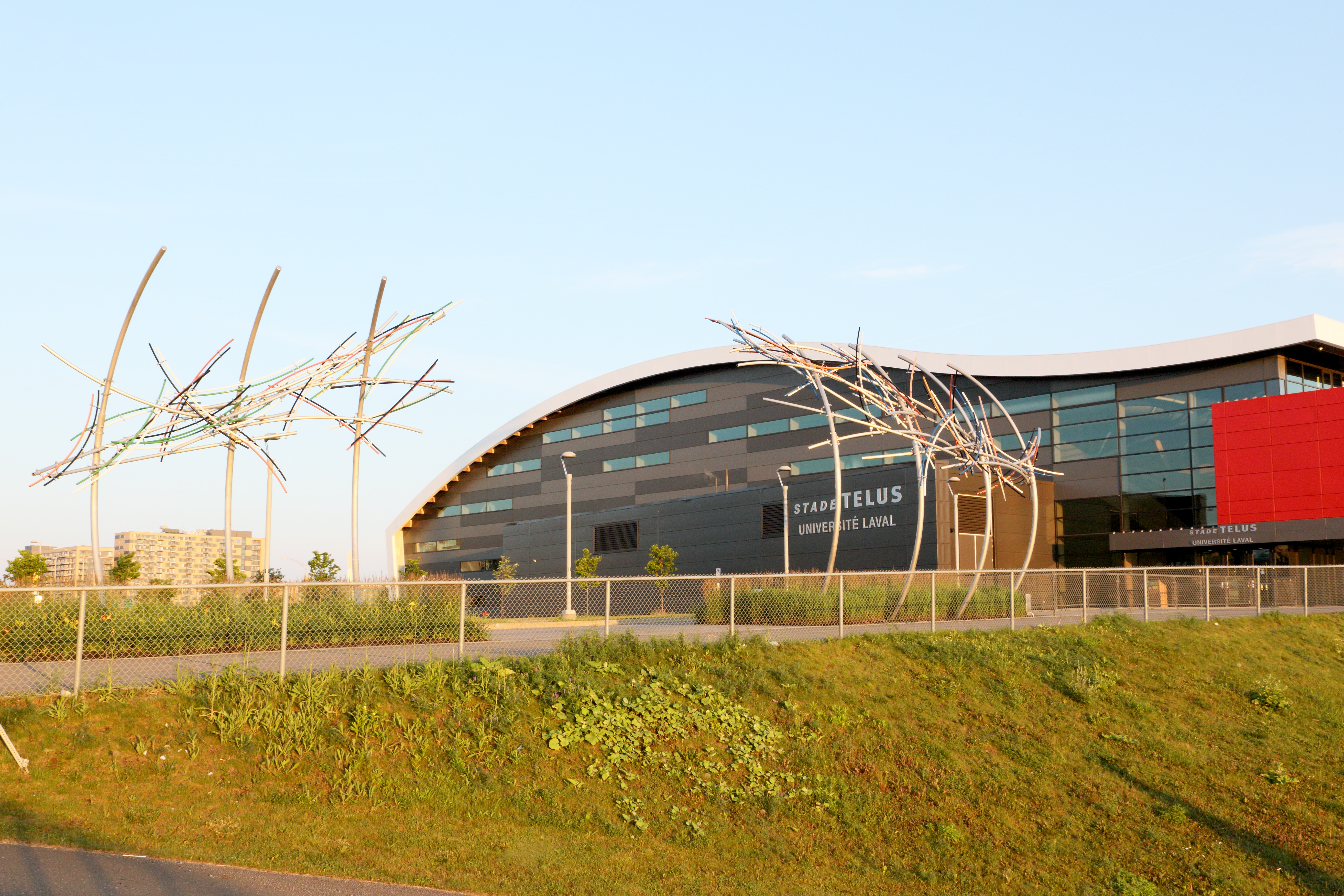